# 肥貓鬥小強：鬥到下一代
《肥貓鬥小強：鬥到下一代》（英語：Oggy and the Cockroaches: Next Generation）是一部由Xilam製作的法國動畫劇集，也是Xilam的《肥貓鬥小強》的新動畫劇集系列。
全球則於2021年11月8日在Netflix上架。

## 角色

### 主要角色
- 阿肥 - 一個笨拙而悠閒但充滿愛心的父親形象。他是一隻淺藍色的貓，有著可拆卸的黑色耳朵、綠色眼睛和紅色鼻子。這一世，他已經成熟很多，不再經常哭泣。他特別保護琵雅和他的任何個人物品。阿肥收集了各種以紗線為基礎的物品，並將釣魚作為一種愛好。 他是小強的主要宿敵，他很容易被小強惹惱。 他也是琵雅的現任看護人，被視為她的叔叔——他甚至在她還是嬰兒的時候就見過她。
- 小強三兄弟 - 與阿肥同住並經常激怒他的同名三人組。 他們的惡作劇不像最初的化身那樣荒謬和極端，但仍然像以前一樣惡作劇。 雖然他們住在通風管道裡，但他們仍然在阿肥的房子周圍自由遊蕩，無論他走到哪裡都跟著他，通常是製造惡作劇和偷一些食物。 在某些劇集中，小強被描繪得更友善（例：第一集和第五集）。
  - 啾啾 -  小強三兄弟中的的領導人。他左眼粉紅右眼黃，淺紫色的頭和粉紅色的身體。 雖然他是最聰明的，但他可能對他最新的惡作劇太著急了。 他不像最初的化身那樣頭腦發熱或貪婪。
  - 臭屁 - 他有捲曲的觸角、粉紅色的眼睛、淺綠色的頭和灰色的身體。 在整個系列中協助喬伊和迪迪。 就像原版的“我可能愛不到你”一樣，他在第六集中痴迷於琵雅的洋娃娃，以至於惹惱了其他小強。
  - 敵敵 - 他有一雙淺綠色的眼睛、一個橙色的大腦袋和一個肥胖的藍色身體（因此比他原來的設計要矮胖得多）。 在整個系列賽中，他主要協助喬伊和馬奇。 他通常也是小強中最貪吃的一個，以至於他會吃難吃或無法食用的東西。
- 琵雅 - 一隻樂觀而頑皮的印度象。 桃粉色和胖胖的身材，她穿著一件粉色和黃色的襯衫，深棕色的頭髮紮成一個馬尾辮。 她的行為像一個典型的孩子，但也是一個具有對蜘蛛的恐懼的保護整潔怪胎。 各種各樣的惡作劇圍繞著她的象鼻，無論是作為額外的手還是吹強風。 她是阿肥的“侄女”，有時是小強的玩伴，大部分時間都不知道他們在做什麼——直到他們要麽做得太過火，要麽讓她和阿肥有麻煩，通常導致她轉而反對他們。

## 外部連結
- （中文）Netflix官方網站 （页面存档备份，存于）